# علي العبدلي
علي العبدلي لاعب كرة قدم سعودي سابق ، يلعب في خط الدفاع .
كانت بداياته مع النادي الأهلي وبعدها لعب لأندية الرائد والقادسية والأنصار والربيع . لعب مع المنتخب السعودي في كأس أمم آسيا 2004 . 